# Kerman Orbegozo
Kerman Orbegozo Uribe (San Sebastián, Guipúzcoa, 1978) es un abogado y político español.
Actualmente es diputado del Parlamento Vasco desde 2011 y Concejal Delegado de Hacienda y Finanzas del Ayuntamiento de San Sebastián desde 2021.

## Biografía
Se licenció en Derecho en la Universidad de Deusto en 2002, con diploma en economía. Después cursó un Máster en Abogacía de Empresa en la Universidad del País Vasco (2004). Obtuvo también un Máster Universitario en Asesoría Fiscal en la Universidad de Deusto en 2014.
Comenzó su trayectoria profesional como abogado en una empresa de consultoría. Después trabajó como asesor jurídico para la Universidad del País Vasco y el Gobierno Vasco.
También cursó un Máster Universitario en Derecho de la Administración Pública en la Universidad de Zaragoza (2021-2022), con especialidad en Derecho administrativo.
Está casado, vive en San Sebastián y tiene tres hijos.

## Trayectoria política
Se involucró desde joven en la política, afiliándose a Euzko Gaztedi Indarra (EGI). Llegó a ser miembro del consejo nacional de EGI.
En el año 2011 consiguió el escaño en el Parlamento Vasco (IX legislatura). Volvió a salir diputado electo por Guipúzcoa en las Elecciones al Parlamento Vasco de 2012, Elecciones al Parlamento Vasco de 2016 y en las Elecciones al Parlamento Vasco de 2020, repitiendo como diputado en el Parlamento Vasco en las X, XI y XII legislaturas.
En 2021, fue nombrado Concejal Delegado de Hacienda y Finanzas del Ayuntamiento de San Sebastián, en sustitución de Jaime Domínguez-Macaya, que pasó a ser vocal del Tribunal Vasco de Cuentas Públicas.
Es miembro de la asociación Comunidad del Concierto - Gurea Kontzertua.